# Экклз, Марринер
Марринер Стоддард Экклз (англ. Marriner Stoddard Eccles; 9 сентября 1890, Логан, Юта — 18 декабря 1977, Солт-Лейк-Сити, Юта) — американский бизнесмен и банкир, глава Федеральной резервной системы США в 1934—1948. Советник президента США Франклина Рузвельта по экономическим вопросам.

## Биография
Родился в 1890 году в городе Логан, штат Юта. Его отец, Дэвид Экклз, происходил из бедной шотландской семьи, благодаря своему трудолюбию он стал одним из первых мультимиллионеров штата Юта, президентом 16 компаний и 7 банков. Мать была дочерью Джона Стоддарда, одного из партнеров Дэвида. Она была второй женой главы семьи (мормоны, к которым принадлежали Экклзы, в то время практиковали многожёнство). Своих восьмерых детей Дэвид Экклз с раннего возраста приобщал к труду и обучал основам бизнеса.
Марринер был одним из немногих в семье, кто не получил образование. В 18 лет он бросил колледж Бригама Янга в Логане и год отслужил в мормонской миссии в Шотландии, где познакомился с Мэй Янг, на которой женился в 1913 году. Вернувшись на родину, начал помогать отцу в управлении семейным бизнесом. После смерти отца в 1912 году возглавил семейный бизнес.
К своим сорока годам стал руководителем банковского холдинга First Security Corporation, контролировавшего 26 банков, железную дорогу, гостиницу, страховые компании, ряд фирм, занимавшихся строительством, поставками древесины, молока и сахара. В годы Великой депрессии смог удержаться на плаву благодаря диверсификации бизнеса и высокой капитализации своих банков.

### Деятель «Нового курса»
В начале 1931 года внимание Экклза привлекли идеи Уильяма Фостера и Уоддилла Кэтчингса, предполагавших, что основной причиной депрессии является недопотребление, и преодолеть депрессию можно стимулированием потребления с помощью дефицитного финансирования. В феврале 1933 года Экклз впервые выступил перед финансовым комитетом Сената и предложил для увеличение покупательского спроса ради оживления экономики страны меры по улучшению положения безработных, оплату правительством общественных работ, государственное рефинансирование ипотечных ссуд, установление минимальной зарплаты на федеральном уровне, федеральную поддержку пенсий по старости и увеличение налогов на прибыль и на наследство для состоятельных людей. Для этого правительство должно было привлечь заёмные средства, смирившись с ростом бюджетного дефицита. Экклз предвосхитил идеи Дж. М. Кейнса, теоретически обосновавшего такую политику в изданной в 1936 году книге «Общая теория занятости, процента и денег».
В 1933 году принял участие как один из ведущих банкиров страны в создании чрезвычайного закона о банках и Федеральной корпорации по страхованию вкладов.
В 1934 Экклз, несмотря на то, что он в то время был республиканцем, занял высокий пост в министерстве финансов США, предложенный ему министром Генри Моргентау.
После досрочного ухода в отставку председателя Федеральной резервной системы Юджина Блэка летом 1934 года Моргентау рекомендовал на это место Экклза. В начале ноября 1934 года Экклз представил в Белый дом написанный им при содействии своего помощника Локлина Карри план изменения законодательства о ФРС, направленного на то, чтобы все важнейшие решения принимал Совет управляющих Федеральной резервной системы. Предлагалось передать Совету управляющих полный контроль над действиями Федерального комитета по операциям на открытом рынке, состоящего из 12 управляющих частных федеральных резервных банков. Через несколько дней Рузвельт назначил Экклза председателем ФРС. Проект Закона о банках, воплощавший программу Экклза — Карри, был внесён на рассмотрение Конгресса и в августе 1935 принят.
На посту председателя ФРС до войны проводил политику увеличения денежной массы, был сторонником увеличения государственных расходов. После того как в период Второй мировой войны начался экономический рост благодаря заказам на продовольствие и военную технику выступил за прекращение политики увеличения спроса и за сбалансированность бюджета.
В июле 1944 года играл важную роль в работе Бреттон-Вудской конференции.
В 1948 году истекли 14 лет, которыми Банковский Акт от 1935 года ограничивал срок пребывания на посту главы ФРС. Президент Гарри Трумэн предложил на его место кандидатуру предпринимателя и общественного деятеля Томаса Маккейба. Экклз остался в Совете управляющих в качестве постоянного члена.

### После отставки
В 1951 году подал в отставку и вернулся в Юту, чтобы продолжить банковскую деятельность и консолидировать семейный бизнес, которым управляли его брат Джон и другие менеджеры. Создал ряд благотворительных фондов, финансировавших культурные и образовательные проекты, исследования в области гуманитарных наук.
В 1951 году издал книгу воспоминаний, в которой изложил свои взгляды. На страницах, посвящённых Великой депрессии, писал:

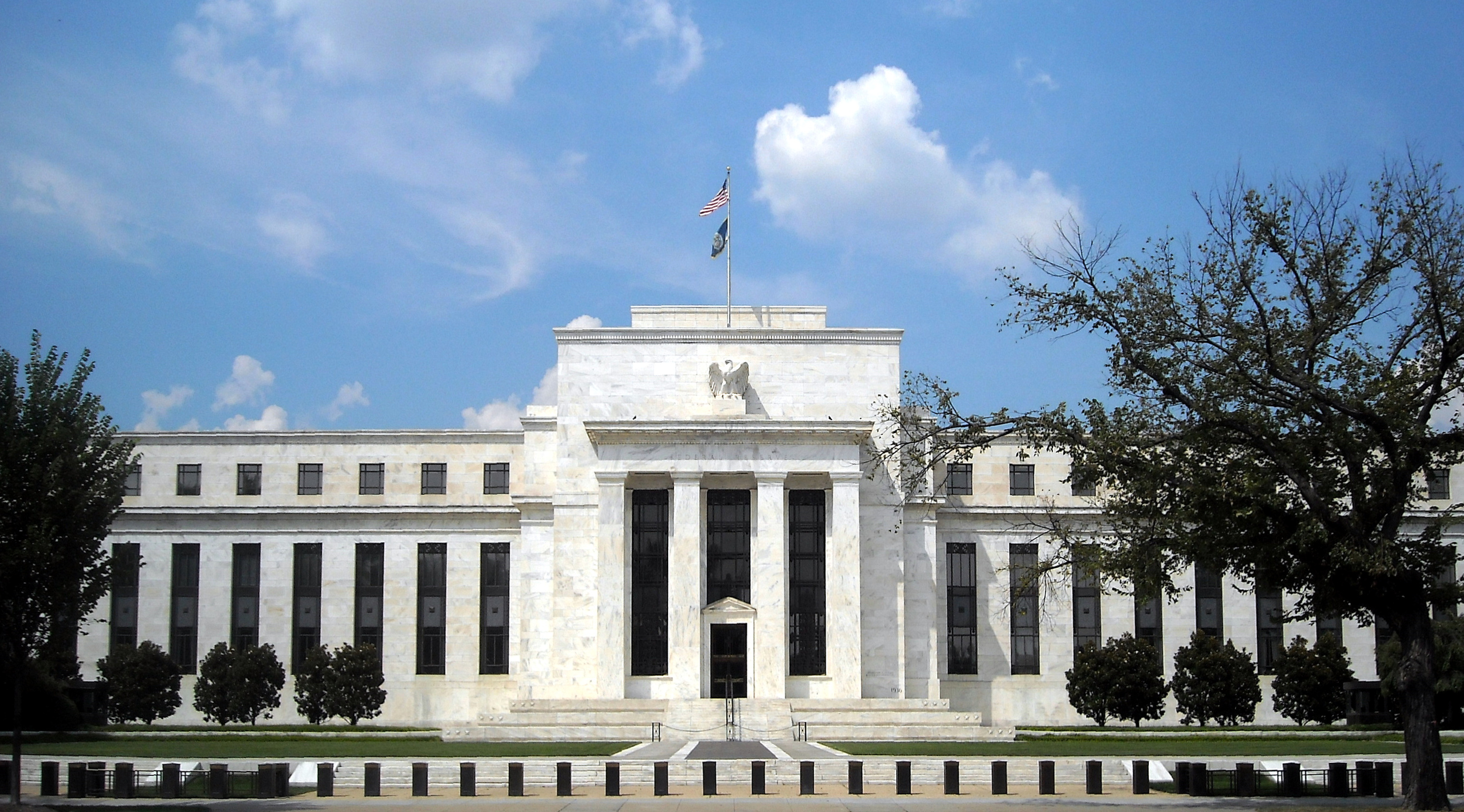
Экклз-билдинг на Конститьюшн-авеню в Вашингтоне

Массовое производство должно сопровождаться массовым потреблением, а массовое потребление, в свою очередь, требует распределения богатства — не существующего, а создаваемого, — с тем, чтобы покупательная способность человека равнялась количеству товаров и услуг, предлагаемых средствами национальной экономики.
Умер в Солт-Лейк-Сити в 1977 году.

## Память
В его честь в 1982 году названо построенное в 1937 году здание Экклз-билдинг в Вашингтоне, в котором заседает Совет управляющих Федеральной резервной системы.

## Мемуары
- Eccles, Marriner Beckoning Frontiers: Public and Personal Recollections. — New York: Alfred A. Knopf.